# Савицький Павло Олегович
Павло Олегович Савицький (біл. Павел Алегавіч Савіцкі, рос. Павел Олегович Савицкий; 12 липня 1994, Гродно) — білоруський футболіст, півзахисник клубу «Динамо-Берестя», гравець збірної Білорусі.

## Кар'єра

### «Німан»
Вихованець ДЮСШ «Білкард» (Гродно). Перший тренер — Олександр Ярошевич.
Професійну кар'єру розпочав у рідному клубі «Німан», виступаючи за дубль з 2010 року (чемпіонат-2010 — 20 ігор, 5 голів; чемпіонат-2011 — 5 ігор).
У 15-річному віці їздив на перегляд у пітерський «Зеніт», однак до підписання контракту справа не дійшла.
Дебютував у сезоні-2011 чемпіонату Білорусі в 16-річному віці, Савицький відразу закріпився в основному складі клубу, провівши 28 матчів, забивши 5 голів і віддав 6 результативних передач. У матчі проти Вітебська, Павло оформив очковий хет-трик (2+1), ставши наймолодшим гравцем, який оформив хет-трик за системою «гол+пас» в чемпіонатах Білорусі. Вищої ліги. Примітно, що в тому матчі на трибунах був присутній представник селекційної служби пітерського «Зеніту» Пер-Крістіан Карлсен, який залишився вражений грою юного гравця. За підсумками сезону, Білоруська федерація футболу нагородила Павла лауреатом в номінації «Футбольна надія Білорусі». 24 січня 2012 року продовжив контракт з клубом ще на 3 роки.
У сезоні-2012 відіграв у 30 матчах команди, забивши 6 м'ячів і віддав 4 результативні паси. Цим молодий футболіст викликав зацікавленість по закінченні сезону футбольними клубами БАТЕ, «Динамо» (Мінськ) та «Зеніта», а також з'явилась інформація про зацікавленість у півзахиснику німецьким «Майнцом 05». Представники клубу виходили на батька і агента гравця, однак домовитися з німцями не вийшло. Згодом Павло зізнався, що йому дуже хотілося переїхати в Німеччину. Також предметний інтерес знову мало мінське «Динамо», однак Савицький залишився в рідному клубі.
Сезон-2013 для Павла вийшов таким же стабільним, як і попередні. Гравець постійно виходив у стартовому складі рідного клубу і допоміг йому зайняти 5-е місце на першому етапі чемпіонату, а на другому етапі і зовсім з «Німаном» посів підсумкове 4-е місце. За системою «гол+пас» в сезоні Павло заробив підсумкові «5+4». За підсумками сезону АБФФ включила Савицького у список 22 найкращих футболістів чемпіонату Білорусі (збірна «Б»). У тому сезоні Савицьким знову цікавилися багато клубів російської Прем'єр-ліги, проте як і в попередні сезони гравець залишився в рідному клубі.
У 2014 році Савицький став одним з лідерів атак «Німана», регулярно забиваючи і віддаючи гольові передачі. Також півзахисник дебютував і на клубному міжнародному рівні, провівши дві зустрічі другого кваліфікаційного раунду Ліги Європи 2014/15 і відзначившись одним голом у ворота ісландського «Хабнарфьордюра». У жовтні з'явилася інформація про інтерес з боку англійського «Саутгемптона». Скаут англійського клубу спостерігав за Павлом на матчі відбіркового матчу до чемпіонату Європи 2016 Білорусь — Україна. Пізніше в послугах півзахисника зацікавилася празька «Спарта», представники якої також були присутні на матчі Білорусь — Україна. За підсумками сезону, «Німан» зайняв восьме місце в чемпіонаті, а Павло знову став кращим бомбардиром команди. Відігравши в 30 іграх, Савицький за системою «гол+пас» набрав 15 очок (11 голів і 4 гольові передачі). Ці індивідуальні показники стали кращими в його кар'єрі за гродненську команду. В кінці чемпіонату, Павло вже погодив умови для переходу в «Динамо» (Мінськ), однак в останній момент мінчани відмовилися від придбання Савицького.

### «Ягеллонія»
В кінці листопада 2014 року інтерес до Савицького стала проявляти польська «Ягеллонія». В результаті 10 грудня 2014 року Павло продовжив контракт з «Німаном» та в той же день був відданий в піврічну оренду польському клубу.
У складі «Ягеллонії» Павло успішно грав у товариських матчах під час перерви у чемпіонаті. Однак, у лютому він отримав травму, через яку був змушений пропустити кілька матчів. 1 березня 2015 року дебютував за «Ягелонію» в Екстраклясі, вийшовши на заміну на 66-й хвилині матчу з «Короною». Однак, незабаром перестав потрапляти в основний склад, іноді став виступати за дубль. Головний тренер білостоцького команди Міхал Пробеж висловлював невдоволення Савицьким. В результаті, в травні Павло вже не з'являвся в основній команді «Ягеллонії», а сам висловлював упевненість, що в Білостоці не залишиться.

### Повернення в «Німан»
1 червня 2015 року орендний контракт з «Ягелонією» було розірвано, і вже 3 червня Павло знову опинився у складі «Німана». Однак, через те, що трансферне вікно в Білорусі ще не було відкрито, протягом місяця тільки тренувався з командою, а дебютував у чемпіонаті аж 12 липня у матчі проти мінського «Динамо» (підсумковий рахунок 0:2). Після повернення Павло зумів відразу знову закріпитися в основі «Немана» і до кінця сезону встиг забити 5 голів в чемпіонаті.
По закінченні чемпіонату 2015 року інтерес до Савицького виявляла низка клубів. На підписання півзахисника розраховував солігорський «Шахтар», але не зумів домовитися з «Німаном» про умови переходу. В результаті, в лютому 2016 року Савицький ще рік продовжив угоду з гродненцями.
Врешті-решт захищав кольори «Німана» до 2017 року, а наступного року перейшов до «Динамо-Берестя», де відразу ж став основним нападником і за результатами сезону 2008 року із 15-ма голами виборов титул найкращого бомбардира першості Білорусі.

## У збірній
Виступав за юнацьку збірну (до 17). В офіційних матчах у відбіркових турнірах чемпіонатів Європи в 6 матчах забив 10 м'ячів (ще в товариських міжнародних змаганнях з 2009-го по 2010-й рік 13 м'ячів). Виступав за юнацьку збірну (до 19). В офіційних матчах у відбіркових турнірах чемпіонатів Європи в 2 матчах забив 1 м'яч (ще в товариських міжнародних змаганнях з 2011-го по 2012-й рік 5 м'ячів).
1 березня 2012 року дебютував у молодіжній збірній Білорусі в товариському матчі з Казахстаном.
У 2013 році Павло разом з молодіжною збірною став бронзовим призером Кубка Співдружності 2013, а також отримав індивідуальний приз кращому півзахиснику турніру. Практично всі ігри молодіжної збірної в 2013 році Савицький відіграв у стартовому складі.
Так само як і в 2013 році, Савицький з молодіжної збірної поїхав на Кубок Співдружності 2014, де він удостоївся капітанської пов'язки, знову став бронзовим призером і кращим півзахисником турніру.
У національній збірній Білорусі дебютував 18 травня 2014 року в товариському матчі зі збірною Ірану (учасник чемпіонату світу 2014) в австрійському Капфенбергу (0:0). На тому зборі 21 травня, вже у другому матчі за збірну, вийшовши на заміну у другому таймі оформив дубль у ворота збірної Ліхтенштейну.

## Статистика

### Клубна
Станом на 21 вересня 2016 року
| Клуб                 | Сезон             | Ліга              | Ліга | Ліга | Кубки | Кубки | Єврокубки | Єврокубки | Разом | Разом |
| Клуб                 | Сезон             | Турнір            | Ігри | Голи | Ігри  | Голи  | Ігри      | Голи      | Ігри  | Голи  |
| -------------------- | ----------------- | ----------------- | ---- | ---- | ----- | ----- | --------- | --------- | ----- | ----- |
| Німан                | 2011              | Вища ліга         | 28   | 5    | 3     | 1     | 0         | 0         | 31    | 6     |
| Німан                | 2012              | Вища ліга         | 30   | 6    | 4     | 2     | 0         | 0         | 34    | 8     |
| Німан                | 2013              | Вища ліга         | 30   | 5    | 2     | 4     | 0         | 0         | 32    | 9     |
| Німан                | 2014              | Вища ліга         | 30   | 11   | 4     | 2     | 2         | 1         | 36    | 14    |
| Ягеллонія (Білосток) | 2014/15           | Екстракляса       | 5    | 0    | 0     | 0     | 0         | 0         | 5     | 0     |
| Німан                | 2015              | Вища ліга         | 13   | 5    | 4     | 1     | 0         | 0         | 17    | 6     |
| Німан                | 2016              | Вища ліга         | 18   | 3    | 2     | 4     | 0         | 0         | 20    | 7     |
| Всього за кар'єру    | Всього за кар'єру | Всього за кар'єру | 154  | 35   | 19    | 14    | 2         | 1         | 175   | 50    |

### У збірній
| Матчі і голи Савицького за збірну Білорусі | Матчі і голи Савицького за збірну Білорусі | Матчі і голи Савицького за збірну Білорусі | Матчі і голи Савицького за збірну Білорусі | Матчі і голи Савицького за збірну Білорусі | Матчі і голи Савицького за збірну Білорусі |
| №                                          | Дата                                       | Опонент                                    | Рахунок                                    | Голи                                       | Змагання                                   |
| ------------------------------------------ | ------------------------------------------ | ------------------------------------------ | ------------------------------------------ | ------------------------------------------ | ------------------------------------------ |
| 1                                          | 18 травня 2014                             | Іран (н)                                   | 0:0                                        | —                                          | Товариський матч                           |
| 2                                          | 21 травня 2014                             | Ліхтенштейн (н)                            | 5:1                                        | 2                                          | Товариський матч                           |
| 3                                          | 9 жовтня 2014                              | Україна (д)                                | 0:2                                        | —                                          | Відбірковий турнір ЧЄ-2016                 |

Разом: 3 матчі / 2 гола; 1 перемога, 1 нічия, 1 поразок.

## Досягнення
«Німан»
- Володар Кубка Білорусі: 2023/24, 2024/25
- Фіналіст Кубка Білорусі: 2010/11, 2013/14

 «Динамо-Берестя»
- Володар Суперкубка Білорусі: 2018, 2019, 2020
- Володар Кубка Білорусі: 2017/18
- Чемпіон Білорусі: 2019

Особисті
- В списках 22 кращих футболістів чемпіонату Білорусі (1): збірна «Б» — 2013
- Лауреат в номінації «Футбольна надія Білорусі» (2011)
- Кращий бомбардир «Німана» в чемпіонаті Білорусі: 2011, 2013, 2015
- Двічі кращий півзахисник Кубка чемпіонів Співдружності: 2013[21], 2014[22]
- Найкращий молодий гравець чемпіонату Білорусі за версією сайту УЄФА в 2013 році[25]
- Найкращий бомбардир Кубка Білорусі 2013/14
- Найкращий бомбардир Чемпіонату Білорусі 2018